# Heriberto Lazcano Lazcano
Heriberto Lazcano Lazcano (Apan, Estado de Hidalgo, 25 de diciembre de 1974-Progreso, Coahuila, 7 de octubre de 2012) fue un militar, terrorista y narcotraficante mexicano, se le conoció por liderar al grupo criminal Los Zetas, exgrupo armado del Cártel del Golfo. Hasta la fecha de su muerte fue considerado el segundo narcotraficante más buscado de México.
Lazcano se unió al Ejército Mexicano en 1991 a la edad de 16 años y luego ascendió al Grupo Aeromóvil de Fuerzas Especiales (GAFE), las fuerzas especiales del Ejército Mexicano. Durante su permanencia en el Ejército Mexicano, Lazcano recibió entrenamiento militar de las Fuerzas de Defensa de Israel y el Ejército de los Estados Unidos, pero finalmente desertó en 1998, después de siete años de servicio. Tras su deserción, fue reclutado por Arturo Guzmán Decena con otros 30 soldados para trabajar como sicarios del Cártel del Golfo, formando el grupo paramilitar conocido como Los Zetas.
Sus métodos de tortura le valieron el apodo de "El Verdugo", particularmente por matar a sus víctimas al alimentar con ellas a leones y tigres que tenía en un rancho, además de hacer actos de canibalismo a sus víctimas aunque no se sabe exactamente.
Lazcano murió en un tiroteo con la Armada de México el 7 de octubre de 2012. Tras su muerte, su cuerpo fue sacado de la funeraria por hombres armados.

## Inicios
El 5 de junio de 1991 a la edad de 16 años, Heriberto Lazcano Lazcano se unió a las filas del Ejército. Su vida dentro de las fuerzas armadas mexicanas duró siete años. A la edad de 23 años abandona el Ejército para incursionar en el mundo del narcotráfico. El 27 de marzo de 1998, según registros de la Secretaría de la Defensa Nacional (Sedena), Lazcano solicitó su baja del Ejército cuando había alcanzado el rango de cabo de infantería.
Lazcano fue reclutado en el Cártel del Golfo por otro exmilitar, Arturo Guzmán Decena, El Z-1, a quien tanto la PGR como la SSP federal le atribuyen la fundación de Los Zetas.
Lazcano fue erróneamente reportado muerto el 5 de septiembre de 2007 durante un enfrentamiento con militares en Tamaulipas, sin embargo se sabe que Lazcano continuó con vida y dirigiendo a Los Zetas hasta el 7 de octubre de 2012 cuando fue abatido por miembros de la marina y el ejército mexicano. Lazcano es considerado responsable de miles de asesinatos, y se piensa que ha sido el gatillero de decenas de homicidios de traficantes rivales, policías, y del periodista Francisco Ortiz Franco, coeditor del semanario Zeta.
Lazcano (Z-3) según reportes de la PGR, era tercero en el orden de mando. Antes que él figuraba Arturo Guzmán Decena (Z-1) quien fue muerto tras un atentado en el interior de un restaurante en Matamoros en noviembre de 2002.
Reportes en septiembre de 2008 indican que Heriberto Lazcano (Los Zetas) alcanzó un pacto de colaboración con los hermanos Beltrán Leyva y con Vicente Carrillo Fuentes del Cártel de Juárez. "Ellos transfirieron la mística de lealtad, honor y valor de un grupo élite a un narcotraficante. Después de que el gobierno capturó a Osiel Cárdenas en 2003, Los Zetas tuvieron que emprender el camino solos. Ellos lanzaron una campaña mortal contra autoridades mexicanas y el bombardeo de traficantes rivales para controlar las antiguas rutas de tráfico empleadas por Cárdenas".
Las autoridades de México calificaron a Lazcano como un asesino violento e incluso se rumorea que en una de sus propiedades tiene animales salvajes como tigres y leones, a los que en algunas ocasiones ha alimentado con sus víctimas, en especial agentes federales, además de practicar el canibalismo.

## Recompensa
Lazcano era buscado por autoridades federales de los Estados Unidos y México por múltiples asesinatos y tráfico de drogas. En Estados Unidos se ofrecía 5 millones de dólares por información que llevara a su captura, y 30 millones de pesos en México. 
Estuvo en guerra con Joaquín Guzmán Loera.

## Fallecimiento
Heriberto Lazcano Lazcano fue abatido el 7 de octubre de 2012 en un enfrentamiento con efectivos de la Armada de México en Progreso, Coahuila. Sin embargo, la Procuraduría General de Justicia de Coahuila informó que un comando armado robó su cuerpo de la funeraria donde se encontraba, esto en la ciudad de Sabinas (Coahuila), ya después de haber confirmado su identidad por sus huellas dactilares.
Sin embargo, algunos especialistas en criminalística consideran que el cadáver no pertenecía a Heriberto Lazcano, ya que se encontraron algunas incongruencias. Una de ellas es que no concuerda la descripción del examen traumatológico con las fotografías difundidas del cadáver.